# Friedrich II của Thánh chế La Mã

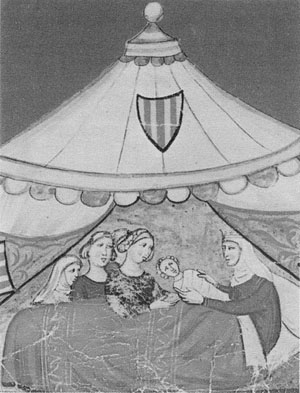
Sự ra đời của Frederick II.

Friedrich II (26 tháng 12, 1194 – 13 tháng 12, 1250), của triều đại Hohenstaufen, là người Ý, tranh ngôi Vua của người La Mã từ năm 1212, trở thành người duy nhất giữ ngôi vị này năm 1215. Ngoài ra, ông là Quốc vương nước Đức, Quốc vương nước Ý. Ông là Hoàng đế La Mã Thần thánh (Hoàng đế của người La Mã) từ khi đăng quang năm 1220 tới khi qua đời. Ông vốn là quốc vương xứ Sicilia, với tư cách là Friedrich từ năm 1198 đến khi mất. Một số tước vị khác của ông, được ông nắm giữ trong một thời gian ngắn, bao gồm quốc vương Síp và xứ Jerusalem thông qua hôn nhân và việc ông tham gia Thập tự chinh thứ sáu chống lại quân Hồi giáo.
Ông sinh ra và sống phần lớn cuộc đời mình ở Sicilia, với mẹ là Constance của Sicilia, con gái vua nước này. Đế quốc của ông thường xuyên xảy ra chiến tranh với Lãnh địa của Giáo hoàng, một điều không đánh ngạc nhiên vì ông đã bị rút phép thông công hai lần và thường bị chê trách trong sử sách thời bấy giờ. Vì vậy, Giáo hoàng Gregory IX còn đi xa hơn khi gọi ông là kẻ thù của Chúa Giêsu.
Ông được người đương thời tôn vinh là Bậc anh tài của thiên hạ ("Stupor mundi") vì đã nói được sáu ngoại ngữ: Latin, Sicilia, Đức, Pháp, Hy Lạp và Ả Rập. Theo các biên niên sử đương thời, Friedrich II là một vị vua sáng suốt, là nhà bảo trợ lớn của nền khoa học và nghệ thuật.
Ông là nhà bảo trợ của trường thơ Sicilia. Triều đình ông ở Palermo, từ khoảng 1220 đến 1250, chứng kiến lần đầu tiên văn chương bằng ngôn ngữ Ý-La Mã (Italio-Romance) và tiếng Sicilia được viết. Thi ca của ngôi trường này ít dùng loại văn Tuscan, mà thường sử dụng ngôn ngữ thông dụng của Bán đảo Ý trong gần 1 thế kỷ. Ngôi trường, cũng như các bài thơ của nó (phần lớn do Dante và những người đồng nghiệp sáng tác) có ảnh hưởng lớn đối với văn chương bằng thứ ngôn ngữ mà cuối cùng đã trở thành tiếng Ý hiện đại.

## Cuộc đời

### Tuổi trẻ
Sinh ra ở Jessi, gần Ancona, Friedrich là con của Hoàng đế Heinrich VI. Ông được gọi là "puer Apuliae" (con của Apulia). Một số sử gia nói mẹ của ông, Custanza I của Sicilia đã 40 tuổi, sinh hạ Friedrich ở quảng trường công cộng để giải quyết một số lời dị nghị về nguồn gốc của ông. Friedrich được làm lễ rửa tội ở Assisi.
Năm 1196, tại Frankfurt am Main, đứa bé Friedrich được tôn làm vua Đức. Tuy nhiên, điều này bị anh trai Heinrich là Philipp xứ Schwaben và Otto xứ Brunswick từ chối. Sau khi vua cha qua đời năm 1197, Friedrich - khi đó mới hai tuổi - đi từ Ý tới Đức khi nghe báo tang từ người bảo hộ của ông là Conrad xứ Spoleto. Friedrich được vội vàng đem về với Constance ở Palermo, Sicilia.
Mẹ ông, Constance của Sicilia, là người nắm quyền thừa kế ngai vàng Sicilia; bà phong Friedrich làm quốc vương Sicilia và tự phong mình làm nhiếp chính. Trên danh nghĩa vua Friedrich, Constance đã cắt đứt mối quan hệ giữa Sicilia với Đế quốc La Mã Thần thánh, cho các cận thần người Đức (tiêu biểu là Markward von Annweiler và Gualtiero da Pagliara) về vườn, và không thừa nhận quyền kế vị ngôi vua Đức và đế quốc La Mã Thần thánh của vua con.
Constance chết năm 1198, bà giao phó cho Giáo hoàng Innocent III coi sóc Friedrich cho đến khi ông trưởng thành. Cencio Savelli - sau là Giáo hoàng Honorius III - trở thành một người giám hộ của ông. Ngày 17 tháng 5 năm 1198, Friedrich đăng quang ở Sicilia.

### Lên ngôi vua
Otto xứ Brunswick được Giáo hoàng Innocent III phong làm Hoàng đế La Mã Thần thánh năm 1209. Vào tháng 9 năm 1211, tại Hội nghị Nuremberg, những người nổi dậy đã tôn Friedrich II làm vua nước Đức. Phiến quân được sự giúp đỡ của Giáo hoàng Innocent III - người đã mâu thuẫn với Otto IV và rút phép thông công của Otto IV; ông lại được tôn vương năm 1212 và đăng quang ngày 9 tháng 12 năm ấy tại Mainz; rồi lại đăng quang năm 1215.